# Aeterna Dei sapientia

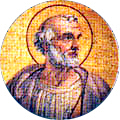
Leo der Große

Die Enzyklika Aeterna Dei sapientia („Die ewige Weisheit Gottes“; benannt nach den ersten Worten der Einleitung) wurde am 11. November 1961 von Papst Johannes XXIII. veröffentlicht. Sie trägt den Untertitel: „Aus Anlass des 1500. Todestages des Heiligen Papst Leo I.: Der Heilige Stuhl von Petrus als Zentrum der christlichen Einheit“.
Im Grußwort dieser Enzyklika lobt und preist Johannes XXIII. den Heiligen Leo I. († 10. November 461), der den Beinamen „der Große“ trägt, als einen würdigen und herausragenden Mann der katholischen Kirche.
Im ersten Kapitel stellt der Papst nochmals den Papst Leo I. als Hirten vor und beschreibt seine Werke als Kirchenlehrer der universalen Kirche. Er bezeichnet diesen Heiligen als einen treuen Diener auf dem Apostolischen Stuhl und nennt ihn einen weisen Hirten der Kirche, von dessen großem Wissen viele lernen können.
Im zweiten Kapitel stellt Johannes XXIII. eine Verbindung von Leo I. auf das kommende Zweite Vatikanische Konzil her und erklärt, dass im Sinne und Geist des großen Papstes die Einheit der Kirche bewahrt und wiederhergestellt werden muss. Der Bischof von Rom stellt die sichtbare Einheit dar und beruft sich auf die Nachfolge des Heiligen Petrus, stellt Johannes XXIII. deutlich heraus. Er bezeichnet Rom als das geistliche Zentrum für die christliche Einheit und ruft seine Mitbrüder und alle Gläubigen zur Rückkehr und Einheit im Glauben auf.
In der abschließenden Exhortatio ermuntert er zur Einheit der Kirche in Wahrheit und Gerechtigkeit. Er warnt aber auch vor übertriebenem Aktionismus, vielmehr müsse mit Geduld und Liebe an das Werk der Einheit heran gegangen werden.